# Re: Person I Knew
Albums de Bill Evans
Since We Met Blue In Green
Re: person I Knew est un album du pianiste de jazz Bill Evans enregistré en 1974 et édité en 1981.

## Historique
Les titres qui composent cet album ont été enregistrés en public, le 11 et 12 janvier 1974, au Village Vanguard à New York.
Cet album, produit  par Helen Keane et Orrin Keepnews, fut publié pour la première fois en 1981, après le décès du pianiste, par le label Fantasy Records (F 9608).
On trouvera d’autres titres provenant des deux mêmes concerts sur les albums Since We Met (1976, 7 titres), From the 70's (1 titre) et le coffret The Secrete Sessions (2 titres).

## À propos des morceaux
- Alfie est une chanson tirée de la musique du film Alfie le dragueur (1966).
- Dolphin Dance est une composition du pianiste Herbie Hancock dont on trouve la version princeps sur l'album Maiden Voyage (Blue Note, 1965).
- Emily est une valse tirée de la musique du film Les Jeux de l'amour et de la guerre (1963).
- Are You All the Things n’est pas une « vraie » composition de Bill Evans, mais une improvisation sur la grille harmonique du standard de jazz All the Things You Are[réf. souhaitée].

## Titres de l’album
| No | Titre                                     | Auteur                       | Durée |
| -- | ----------------------------------------- | ---------------------------- | ----- |
| 1. | Re: Person I Knew                         | Bill Evans                   | 5:12  |
| 2. | Sugar Plum                                | Bill Evans, John Court       | 8:13  |
| 3. | Alfie                                     | Burt Bacharach, Hal David    | 4:57  |
| 4. | T.T.T. (Twelve Tone Tune)                 | Bill Evans                   | 5:12  |
| 5. | Excerpt from "Dolphin Dance" / Very Early | Herbie Hancock / Bill Evans  | 7:05  |
| 6. | 34 Skidoo                                 | Bill Evans                   | 6:08  |
| 7. | Emily                                     | Johnny Mandel, Johnny Mercer | 5:12  |
| 8. | Are You All the Things                    | Bill Evans                   | 6:17  |

## Personnel
- Bill Evans : piano
- Eddie Gómez : contrebasse
- Marty Morell : batterie